# Jiří Čmejla
Jiří Čmejla (2. dubna 1939 – srpen 2020) byl český fotbalový útočník a trenér.

## Hráčská kariéra
V československé lize hrál za Spartak Ústí nad Labem. Debutoval v sobotu 9. srpna 1958 v zápase s Dynamem Praha (dobový název Slavie), který se hrál v Edenu a domácí jej vyhráli 2:0 (poločas 1:0) – jednalo se o zahajovací utkání ročníku 1958/59. Poslední start v nejvyšší soutěži zaznamenal v neděli 28. září 1958 na stadionu Spartaku ZJŠ Brno (dobový název Zbrojovky) v zápase s Rudou hvězdou Brno, která zvítězila 5:2 (poločas 2:1). V šesté minutě tohoto utkání vstřelil Jiří Čmejla svůj jediný prvoligový gól, kterým vyrovnal průběžný stav na 1:1.
Za ústecký Spartak nastupoval také ve II. lize a v sezoně 1957/58 byl u postupu tohoto klubu do nejvyšší soutěže. V nižších soutěžích hrál za Slovan Chabařovice a je jedním ze tří hráčů (platné k 31. červenci 2020), kterým se v dresu Chabařovic podařilo vstřelit více než 100 soutěžních branek (dal jich 120). Za Slovan Chabařovice hrál i jeho syn Jiří Čmejla mladší.

### Prvoligová bilance
| Ročník             | Zápasy | Góly | Minuty | Klub                      |
| ------------------ | ------ | ---- | ------ | ------------------------- |
| I. liga 1958/59    | 2      | 1    | 109    | TJ Spartak Ústí nad Labem |
| CELKEM I. ČS. LIGA | 2      | 1    | 109    |                           |